# Gherardo Bosio

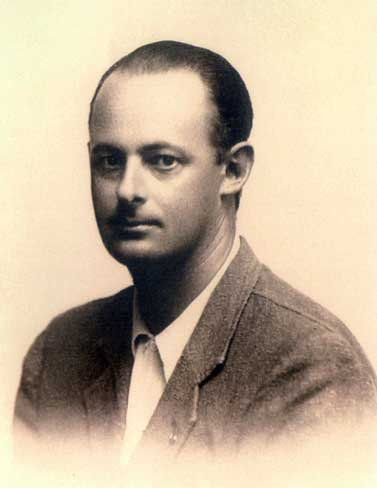
Gherardo Bosio

Gherardo Bosio (Firenze, 19 marzo 1903 – Firenze, 16 aprile 1941) è stato un architetto, ingegnere e urbanista italiano.

## Biografia
Gherardo Bosio fu una delle personalità di spicco nel gruppo dei giovani architetti fiorentini degli anni trenta del Novecento. Nato a Firenze nel 1903, si laurea a Roma nel 1926 in Ingegneria civile e inizia la sua attività professionale sotto la guida di Ugo Giovannozzi, continuando a frequentare la Scuola Superiore di Architettura di Firenze dove si laurea nel 1931, con un periodo di lavoro nello studio McKim, Mead & White a New York.
Bosio viene inserito nelle più alte cerchie fiorentine che ben presto, per intraprendenza e capacità, lo proiettano a contatto con le più importanti personalità politiche e aristocratiche italiane per le quali progetta e realizza opere che superano la dicotomia tra eclettismo e funzionalismo tipico degli anni trenta italiani per collocarsi su una personale visione del progetto come elegante contenitore di spazi di vita. In questi primi anni partecipa ai lavori della commissione per il riassetto urbanistico di Firenze, alla mostra e alla commissione per il concorso nazionale del Giardino Italiano e alla commissione per la riprogettazione del litorale viareggino. Durante la sua carriera è inserito in molte commissioni di esame, di concorso e di organizzazione per manifestazioni, tra cui la Commissione Edilizia di Firenze a cui propone indicazioni di lavoro e giudizio confrontandosi con i colleghi romani e milanesi per elaborare al meglio modifiche ai regolamenti edilizi, svelando una visione d'insieme del processo architettonico d'avanguardia per il tempo.
Partecipa poi a concorsi di architettura come quello internazionale per il Faro a Colón a Santo Domingo, progetta e restaura ville e appartamenti come Villa Acton e realizza i primi arredamenti per gli Uffici del Movimento Forestieri e per le varie Fiere dell'Artigianato essendo già dal 1931 insieme a Raffaello Fagnoni e altri ordinatore della Fiera. Per l'idea di una rinnovata architettura in cui l'Italia potesse trovare una propria identità contemporanea, si batte scrivendo e pubblicando articoli di architettura, arredamento e di arti decorative su vari giornali. Nel 1932 tiene a Firenze un corso di arredamento della casa organizzato dalle Donne Professioniste e Artiste. Sempre in questi primi anni, oltre a insegnare alla Regia Scuola di Architettura di Firenze ed essere nominato Direttore della scuola Umberto I sempre a Firenze, si fa promotore della costituzione del Gruppo Toscano insieme a Giovanni Michelucci, Pier Niccolò Berardi e Sarre Guarnieri con i quali realizza i nuovi padiglioni fieristici della città.
Finita questa esperienza si separa dal gruppo per disaccordi con Michelucci e partecipa alla V Triennale di Milano del 1933, in cui consolida i rapporti con Gio Ponti, e al concorso per la stazione di Venezia insieme all'amico Ferdinando Poggi, che resterà suo collaboratore anche negli anni seguenti a Tirana. Nel 1934 con la Casa del Golf dell'Ugolino a Firenze nella quale chiama anche Luigi Nervi a collaborare per le strutture dei trampolini della piscina, presentata l'anno precedente alla V Triennale milanese, si mette in evidenza come figura di spicco della nuova architettura italiana grazie a numerosi riconoscimenti e pubblicazioni sulle più importanti riviste di architettura. Degli stessi anni sono inoltre il progetto per Villa Ginori Conti a Cerreto di Pomarance in cui la passione mediterranea si fonde con il più raffinato razionalismo italiano, la sistemazione di Villa della Gherardesca a Bolgheri, arredamenti di numerose case private e uffici come l'Istituto Italiano di Budapest, Bucarest e il progetto per la sede della Casa d'Italia a La Paz.
Nei primi mesi del 1936, dietro sua richiesta, in qualità di Ufficiale di complemento di Cavalleria, chiede di partire volontario per l'Africa Orientale Italiana, dove rimane fino alla fine dell'anno. Qui ha la possibilità di studiare e redigere i progetti per i piani regolatori e le maggiori architetture civili di Gondar, Gimma e Dessiè, oltre a stendere progetti per Addis Abeba, che racconta poi in patria come relatore al I Congresso di Urbanistica di Roma del 1937 e al III Congresso di Studi Coloniali di Firenze e Roma. I lavori per le città africane continuano senza sosta e con frequenti viaggi anche una volta rientrato in patria. Nell'aprile 1939 viene scelto, oltre che per le sue capacità di urbanista, di architetto, arredatore e disegnatore di oggetti, anche per l'appoggio di Zenone Benini, sottosegretario agli Affari Albanesi, per creare un ufficio centrale in Albania capace di progettare e far eseguire i maggiori piani regolatori ed edifici della nuova colonia italiana, concretizzando quanto da lui già proposto al Ministero dell'Africa Italiana. A Tirana dirige per il Ministero italiano l'ufficio centrale per l'edilizia e l'urbanistica dell'Albania. Vengono anche eseguiti, con l'aiuto dei suoi collaboratori, i progetti per i piani regolatori di Valona, Elbasan e altre città.
Bosio riceve anche incarichi personali tra i quali quelli per la redazione nel piano regolatore di Tirana, dei progetti del viale dell'Impero, piazza del Littorio e i principali edifici pubblici, tra cui la casa del Fascio, gli Uffici Luogotenenziali, la sede dell'Opera Dopolavoro Albanese e della Gioventù Littoria Albanese, dello Stadio e del completamento della Villa Luogotenenziale. Nonostante i numerosi impegni in Africa e Albania, Bosio riesce a portare avanti anche in Italia numerosi progetti tra cui il Padiglione dell'Albania alla Fiera del Levante di Bari e alla Mostra delle Terre Italiane d'Oltremare a Napoli, Piscina del Circolo del Tennis a Firenze, arredamenti di Villa Ciano a Capri, di villa Benini a Forte dei Marmi e di Casa Della Gherardesca a Firenze, inoltre la trasformazione e ampliamento di Palazzo Giuntini a Firenze. 

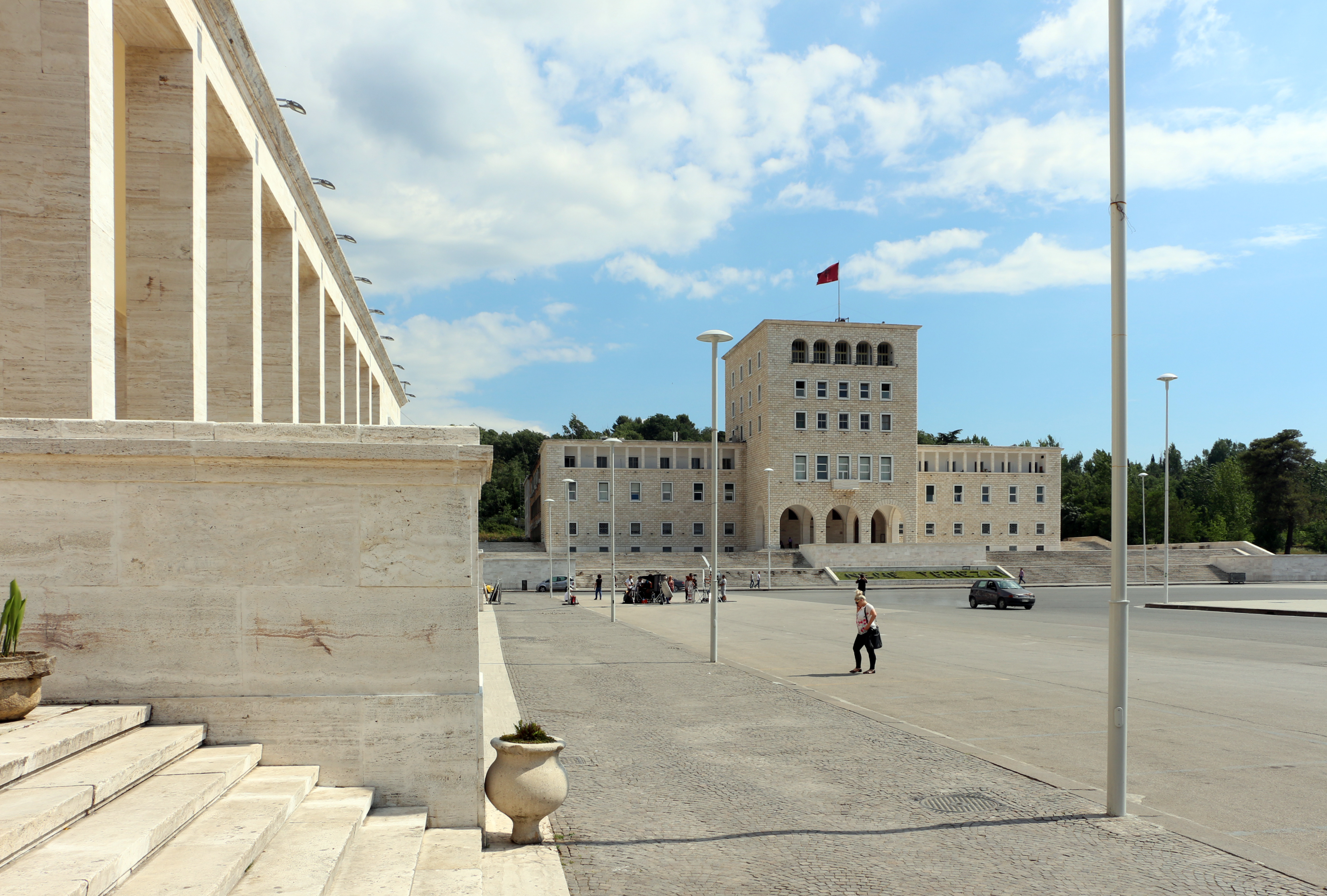
Piazza "Madre Teresa" in Tirana

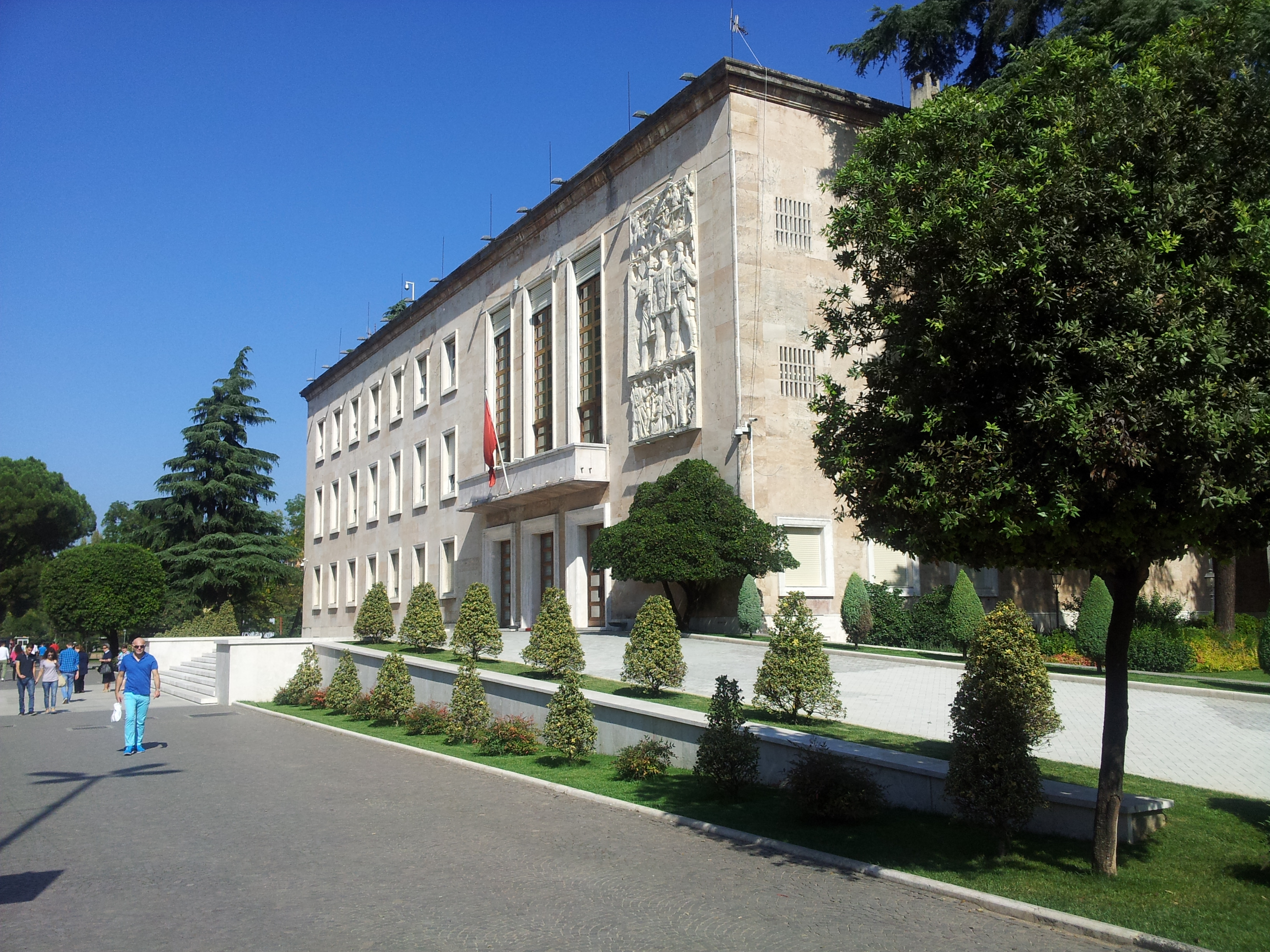
La sede degli Uffici Luogotenenziali a Tirana oggi Ufficio del Primo Ministro albanese

Bosio muore nell'aprile 1941, a 38 anni.

## Regesto delle opere
- Restauro e ampliamento di Villa La Pietra (Villa Acton), Firenze, via dei Bruni, 1927-29
- Progetto al Concorso per il  Faro a Colón di Cristoforo Colombo, Santo Domingo, 1928-29
- Arredamento di saletta dell'ospitalità della Federazione Toscana per il Movimento dei Forestieri, Firenze, 1929-30
- Restauro, ampliamento e arredamento di Casa Uzielli, Firenze, piazza D'Azeglio, 1929-32
- Cappella delle Blue Sisters, Firenze, via Cherubini, 1930-31
- Arredamento di Casa Maraini, Firenze, 1932
- Progetto di casa di cura sul viale dei Colli a Firenze, 1932
- Arredamento di Casa Traballesi, Firenze, 1933
- Arredamento di una saletta da ginnastica per signora e di una saletta da gioco, Milano, Triennale, 1933
- Villa Ginori Conti, Cerreto di Pomarance, 1934
- Casa del Golf dell'Ugolino, Impruneta, via Chiantigiana, 1934 (in collaborazione con Pierluigi Nervi)
- Arredamento dell'Istituto Italiano di Cultura, Budapest, 1935
- Restauro e arredamento degli uffici della Società Monsavano, Pontassieve, 1935
- Restauro e arredamento di Villa Pandolfini, Tizzano di San Polo, 1935
- Piscina per il Dopolavoro del Ministero degli Esteri, Roma, 1935-37
- Arredamento di Casa Della Gherardesca, Firenze, lungarno Vespucci, 1936
- Progetto per il Piano Regolatore di Gondar, 1936
- Progetto per il Piano Regolatore di Dessiè, 1936
- Allestimenti alla VII Mostra Nazionale dell'Artigianato, Firenze, 1937
- Progetto per il centro di Tirana, Albania, 1939
- Grand Hotel Dajti, Tirana, Albania, 1939-41
- Piazza Madre Teresa, Tirana, Albania, 1939-41
- Casa del Fascio, Tirana, Albania, 1939-42
- Palazzo della Luogotenenza (oggi Ufficio del Primo Ministro albanese), Tirana, Albania 1939-41
- Villa Luogotenenziale (oggi Palazzo presidenziale), Tirana, Albania 1939-41